# Sielc (Nowy Krasnosielc)
Sielc – dawna wieś, obecnie zniesiona część wsi Nowy Krasnosielc w Polsce, położonej w województwie mazowieckim, w powiecie makowskim, w gminie Krasnosielc. Leży nad rzeką Orzyc.
Wieś położona była w zakolu byłego koryta Orzyca (na wschodnim brzegu), vis-à-vis Krasnosielca. Obecnie w miejscu tym znajduje się Gminny Stadion Sportowy "Błonie" w Krasnosielcu, na południowy wschód od zabudowań Nowego Krasnosielca o nazwie Piekiełko.

## Historia
W Królestwie Polskim wieś Sielc przynależała do guberni łomżyńskiej, licząc pod koniec XIX wieku 58 mieszkańców i 965 mórg obszaru; wchodziła w skład dóbr Krasnosielc. Początkowo Sielc przynależał do powiatu pułtuskiego, a od 1867 w do powiatu makowskiego, gdzie został siedzibą nowo utworzonej gminy Sielc II. 10 stycznia 1868 gminę Sielc II przemianowano na Biełosielc, aby uniknąć pomylenia z gminą Sielc I w powiecie makowskim. 31 maja 1870 do gminy przyłączono pozbawiony praw miejskich Krasnosielc, lokując w nim siedzibę gminy, a w związku z czym gminę przemianowano na gminę Krasnosielc.
W okresie międzywojennym Sielc należał do woj. warszawskiego. Tam, 20 października 1933 utworzył nową gromadę Sielc w granicach gminy Krasnosielc, obejmującą wieś Suche, folwarki Suche, Jasiniec, Załogi i Karłowo oraz leśniczówkę Suche. Po wojnie gromada Sielc już nie występuje w oficjalnych wykazach.